# Antocha (Orimargula) quadrispinosa
Antocha (Orimargula) quadrispinosa is een tweevleugelige uit de familie steltmuggen (Limoniidae). De soort komt voor in het Afrotropisch gebied.